# Tobias Pontara
Tobias Pontara, född 1968, svensk musikforskare. Pontara är professor i musikvetenskap vid Göteborgs universitet. Han har tidigare varit anställd vid Stockholms universitet, Åbo Akademi och Uppsala universitet. Pontara disputerade vid Stockholms universitet 2007 på avhandlingen Brev från den autonoma musikens värld: den diskursiva konstruktionen av musikalisk autonomi i den samtida klassiska CD-skivan. Hans forskning rör främst musikestetik och musikfilosofi. Pontara har varit involverad i debatten om den svenska musikvetenskapens inriktning och framtid, bland annat i STM-online.

## Forskning
Doktorsavhandlingen Brev från den autonoma musikens värld: den diskursiva konstruktionen av musikalisk autonomi i den samtida klassiska CD-skivan (2007) undersökte hur traditionella föreställningar om den västerländska konstmusiken reproduceras i samtida diskurser kopplade till den internationella skivindustrin. Efter avhandlingen har Pontaras forskning i huvudsak kretsat kring tre olika områden: (1) filmmusik/audiovisualitetsstudier; (2) kultur- och medieinriktade studier med fokus på diskurser om musik; samt (3) musikfilosofi och musikestetik. Pontaras filmmusikaliska forskning har kombinerat teoretiska artiklar som berör grundläggande begrepp och problem inom filmmusikforskningen med tolkningar och analyser av specifika filmer. Den musikfilosofiska forskningen har fokuserat på kunskapsteoretiska, metodologiska och tolkningsteoretiska problemställningar kopplade både till musikvetenskaplig forskning och till analytisk musikfilosofi.

## Avslutade och pågående forskningsprojekt
I forskningsprojektet Vardagens apparatur: musikens medialisering, disciplinering och lokalisering, i Sverige 1900-1970 (finansierat av Vetenskapsrådet 2016-2018) studerades hur föreställningar om musiklyssnande kommer till uttryck och förändras i svenska spelfilmer mellan 1930 och 1970. I forskningsprojektet Tarkovskijs ljudspår: musikens och ljudets funktion och betydelse i Andrei Tarkovskijs filmer (finansierat via RJ Sabbatical) undersöktes musikens och ljudets roll i den ryske regissören Andrei Tarkovskijs filmer. Detta projekt resulterade i tre vetenskapliga artiklar samt monografin Andrei Tarkovsky's Sounding Cinema: Music and Meaning from Solaris to The Sacrifice (Routledge, 2020).
På senare tid har Pontaras forskning alltmer kommit att inriktas mot kultur- och medieteoretiskt inriktade studier. Pontara är för närvarande projektledare för det av Vetenskapsrådet finansierade forskningsprojektet Klassisk musik för en medialiserad värld: visuella och audiovisuella representationer av västerländsk konstmusik i det moderna mediesamhället. Projektet pågår mellan 2018 och 2023 och involverar fem forskare från Göteborgs universitet, Stockholms universitet och Statens musikverk. Syftet med projektet är att skapa en djupare förståelse av den klassiska musiken som ett kulturellt och medialiserat samtidsfenomen. Vilka föreställningar om klassisk musik finns i dagens samhälle? Hur formas samtidens förståelse av den klassiska musiken genom spridningen av bilder, filmer och andra visuella och audiovisuella representationer i olika media?
Under 2023 kommer startar Pontara upp forskningsprojektet Konspiratoriska ljudspår: musikens och ljudets roll i audiovisuellt medierad konspirationsteoretisk diskurs(finansierat av Riksbankens Jubileumsfond 2023-2026). Projektet studerar utifrån en kombination av kvalitativa och kvantitativa analysperspektiv hur ljud, musik, tystnad och röstanvändning mobiliseras för att föra fram konspirationsteoretiska budskap i ett mediesamhälle som alltmer präglas av audiovisuell kommunikation. Den centrala forskningsfråga detta projekt ställer är: hur och i vilken utsträckning är ljudspårselement involverade i den audiovisuella kommunikationen av konspirationsteoretiska påståenden och världsbilder?

## Undervisning
Pontara har undervisat inom de flesta områden av musikvetenskapen: musikhistoria, musikteori och musikanalys, populärmusikstudier, filmmusik, samtida kompositionstekniker, musik och kulturteori, musikestetik och musikfilosofi, feministiska och genusvetenskapliga perspektiv inom musikvetenskapen, musik och medieteori, opera samt musiketnologi. Han har vidare handlett ett stort antal uppsatser på alla nivåer samt även fungerat som huvudhandledare och bihandledare för forskningsprojekt på doktorandnivå.

## Publikationer i urval
Pontara, Tobias & Åsa Bergman (eds.) (2024). Klassisk musik i det moderna mediesamhället: konstruktioner, föreställningar, förhandlingar. Göteborg och Stockholm: Makadam förlag.
Pontara, Tobias (2024; forthcoming) “Privatized Interiorities and Epiphanic Experiences: Intradiegetic Listening and the Cultural Construction of Classical Music in Contemporary European and American Cinema” Music and the Moving Image.
Volgsten, Ulrik and Tobias Pontara (2023) ”Music as Embodied and Emergent: Expanding on a Theme by Joseph Margolis”. International Review for the Aesthetics and Sociology of Music.
Pontara, Tobias (2023) ”Filmmusik och världsskapande”. Ikaros tidskrift nr. 1, 2023.
Pontara, Tobias (2021) “Art Music, Perfection and Power: Critical Encounters with Classical Music Culture in Contemporary Cinema” Open Library of Humanities Journal 7(2), pp. 1–25.
Pontara, Tobias (2020) “Vem är egentligen Arthur Fleck?” Röda Rummet (2020, #1)
Pontara, Tobias (2020) Andrei Tarkovsky’s Sounding Cinema: Music and Meaning from Solaris to The Sacrifice. New York: Routledge. (206 p.)
Pontara, Tobias (2019) ”Människan, musiken och kunskapen: om kunskap som slutgiltighet i Arvo Pärts Magnificat” Finsk tidskrift Nr. 5, 27–38.
Pontara, Tobias (2019) ”Hur lyssnar rollkaraktären? Skildringar av lyssnande till teknologiskt medierad musik i svenska filmer 1930-1970 ” in U. Volgsten (ed.) Vardagens apparatur: Musikens medialisering och musikaliseringen av medier och vardagsliv i Sverige. Lund: Mediehistoriskt arkiv.
Pontara, Tobias och Ulrik Volgsten (2019) ”Musikalisering och medialisering” in U. Volgsten (red) Vardagens apparatur: Musikens medialisering och musikaliseringen av medier och vardagsliv i Sverige. Lund: Mediehistoriskt arkiv.
Ulrik Volgsten and Tobias Pontara (2019) ”Allmänna teknologier och privata rum: förutsättningar för den digitala tidsålderns solipsistiska ljudkultur” in U. Volgsten (red) Vardagens apparatur: Musikens medialisering och musikaliseringen av medier och vardagsliv i Sverige. Lund: Mediehistoriskt arkiv. 
Pontara, Tobias (2019) “The Music of Sacrificial Acts: Displacement, Redemption; Beethoven and Verdi in Andrei Tarkovsky’s Nostalghia” in M. Baumgartner & E. Boczkowska (eds.) Music, Memory, Nostalghia and Trauma in European Cinema after the Second World War. New York: Routledge.
Pontara, Tobias (2018) “Listening to Technologically Mediated Music in Film: Representations of Social and Solitary Listening in Swedish Cinema 1930–1970” Swedish Journal of Music Research Vol. 100, 3-24.
Pontara, Tobias and Ulrik Volgsten (2017) “Domestic Space, Music Technology and the Rise of Solitary Listening: Tracing the Roots of Solipsistic Sound Culture in the Digital Age” Swedish Journal of Music Research Vol. 99, 105-123.
Pontara, Tobias and Ulrik Volgsten (2017) “Musicalization and Mediatization” in O. Driessens et al. (eds.)Dynamics of Mediatization: Institutional Change and Everyday Transformations in the Digital Age. Palgrave Macmillan, 247–269. 
Pontara, Tobias (2016) “Interpretation and Underscoring: Modest Constructivism and the Issue of Nondiegetic versus Intra-diegetic Music in Film” Music and the Moving Image 9:2, 39-57.
Pontara, Tobias (2015) “Interpretation, Imputation, Plausibility: Towards a Theoretical Model for Musical Hermeneutics” International Review for the Aesthetics and Sociology of Music 46:1, 3-41.
Pontara, Tobias (2014) “Bach at the Space Station: Hermeneutic Pliability and Multiplying Gaps in Andrei Tarkovsky’s Solaris” Music, Sound, and the Moving Image 8:1, 1-23.
Pontara, Tobias (2013). Review of book: Ulrik Volgsten Från snille till geni: den svenska kompositörsrollens omvandlingar från Kraus till Måndagsgruppen (Gidlunds: 2013). In Respons 6/2013. 
Pontara, Tobias (2013). Review of book: James Wierzbicki (ed.), Music, Sound, and Filmmakers: Sonic Style in Cinema (London: Routledge 2012). In Svensk tidskrift för musikforskning (Swedish Journal of Musicology). 
Pontara, Tobias (2011). ”Beethoven Overcome: Romantic and Existentialist Utopia in Andrei Tarkovsky’sStalker” 19th-Century Music 34: 3, 302-315. 
Erkki Huovinen and Pontara, Tobias (2011). ”Methodology in Aesthetics: The Case of Musical Expressivity” Philosophical Studies 155: 45-64.
Pontara, Tobias (2010). Review of book: Giles Hooper, The Discourse of Musicology (Aldershot: Ashgate 2006). In Svensk tidskrift för musikforskning (Swedish Journal of Musicology).
Pontara, Tobias (2009). Review of book: Olle Edström (red.), Säg det i toner och därtill med ord (Bo Ejeby förlag 2009). In Finsk Tidskrift.
Pontara, Tobias (2009). Review of book: Alf Gabrielsson, Starka musikupplevelser: Musik är mycket mer än bara musik (Gidlunds förlag 2008). In Nutida Musik 2009/3). 
Pontara, Tobias (2008). Review of book: Henrik Marstal, Arvo Pärt: Længslen efter de hvide tangenter(Köpenhamn: Gyldendal 2008). In Nutida Musik 2008/3. 
Pontara, Tobias (2008). Review of book: Mats Arvidson, Ett tonalt välordnat samhälle eller anarki: estetiska och sociala aspekter på svensk konstmusik 1945-1960 (Diss. Göteborgs universitet 2007). In Nutida Musik 2008/1.  
Pontara, Tobias (2008). ”Retorik, hegemoni och musikforskning: mot en pragmatisk syn på musikvetenskapen” Svensk tidskrift för musikforskning-online, nr. 11/2008. 
Pontara, Tobias (2008). ”Historiskt informerade framföranden: några kritiska reflektioner kring en övergiven diskussion” Svensk tidskrift för musikforskning, s. 57-78. 
Pontara, Tobias (2008). ”Constructing the relevant listener: power, knowledge and the construction of identity in the discourse of musical autonomy”, in E. Akrofi, et.al. (eds.) Music & Identity: Transformation and Negotiation. Stellenbosch: Stellenbosch University Press, 69-87.
Pontara, Tobias (2007). Brev från den autonoma musikens värld. Den diskursiva konstruktionen av musikalisk autonomi i den samtida klassiska CD-skivan. Diss., Stockholms universitet. (252 p.)

## PodcastFilmvärldar
Pontara, Tobias and Catharina Thörn (2020, November) Poscast Filmvärldar, episode 1: Todd Phillips: Joker(2019).
Pontara, Tobias and Catharina Thörn (2020, December) Poscast Filmvärldar, episode 2: Andrei Tarkovsky: Stalker (1979).
Pontara, Tobias and Catharina Thörn (2020, December) Podcast Filmvärldar, episode 3: Valerie Faris, Jonathan Dayton: Little Miss Sunshine (2006).
Pontara, Tobias and Catharina Thörn (2021, January) Podcast Filmvärldar, episode 4: Jennifer Kent: The Babadook (2014).
Pontara, Tobias and Catharina Thörn (2021, February) Podcast Filmvärldar, episode 5: Guillermo del Toro: El Laberinto del Fauno (2006).
Pontara, Tobias and Catharina Thörn (2021, March) Podcast Filmvärldar, episode 6: Ken Loach: Sorry We Missed you (2019).
Pontara, Tobias and Catharina Thörn (2021, March) Podcast Filmvärldar, episode 7: Gabriella Pichler: Amatörer (2018).
Pontara, Tobias and Catharina Thörn (2021, April) Podcast Filmvärldar, episode 8: Alfonso Cuarón: Children of Men (2006).
Pontara, Tobias and Catharina Thörn (2021, April) Podcast Filmvärldar, episode 9: Jane Campion: The Piano(1993).
Pontara, Tobias and Catharina Thörn (2021, May) Podcast Filmvärldar, episode 10: Scenes from the history of cinema.
Pontara, Tobias and Catharina Thörn (2021, September) Podcast Filmvärldar, episode 11: Nomadland (2021)
Pontara, Tobias and Catharina Thörn (2022, January) Podcast Filmvärldar, episode 12: Melancholia (2011)
Pontara, Tobias and Catharina Thörn (2022, February) Podcast Filmvärldar, episode 13: Shirley (2020)
Pontara, Tobias and Catharina Thörn (2022, March) Podcast Filmvärldar, episode 14: Una giornata particolare(1977)
Pontara, Tobias and Catharina Thörn (2022, April) Podcast Filmvärldar, episode 15: First Cow (2020)
Pontara, Tobias and Catharina Thörn (2022, May) Podcast Filmvärldar, episode 16: Spider-Man: No Way Home (2021)
Pontara, Tobias and Catharina Thörn (2022, October) Podcast Filmvärldar, episode 17: 12 Monkeys (1995)
Pontara, Tobias and Catharina Thörn (2023, January) Podcast Filmvärldar, episode 18: Äta, Sova, Dö (2012)